# Camptandra gracillima
Camptandra gracillima är en enhjärtbladig växtart som först beskrevs av Karl Moritz Schumann, och fick sitt nu gällande namn av Theodoric Valeton. Camptandra gracillima ingår i släktet Camptandra och familjen Zingiberaceae. Inga underarter finns listade i Catalogue of Life.